# ستار وورلد
ستار وورلد (المعروفة سابقًا باسم ستار بلس) هي قناة تلفزيونية ترفيهية باللغة الإنجليزية أطلقت في 15 ديسمبر 1991 بواسطة STAR TV في هونغ كونغ. في 31 مارس 1996، قسمت القناة إلى قسمين ستار وورلد في شرق وجنوب شرق آسيا، واحتفظت الأخيرة باسم ستار بلس في الهند والشرق الأوسط. ومع ذلك، بعد أن أنهت ستار التي استحوذت عليها شركة News Corporation لاحقًا شراكتها مع زي تي في في 30 يونيو 2000، حولت ستار بلس إلى قناة باللغة الهندية.
يتكون معظم متابعي القناة من الولايات المتحدة، والمملكة المتحدة، وأحيانا أستراليا ونيوزيلندا فضلا عن الوافدين من جنوب آسيا، والشرق الأوسط وشمال أفريقيا، هونغ كونغ، تايوان، وجنوب شرق آسيا.